# Aztec West
Aztec West (engelska: Aztec West Business Park) är en park i Storbritannien.   Den ligger i grevskapet Gloucestershire och riksdelen England, i den södra delen av landet, 170 km väster om huvudstaden London. Aztec West ligger 80 meter över havet.
Terrängen runt Aztec West är huvudsakligen platt. Aztec West ligger uppe på en höjd. Runt Aztec West är det mycket tätbefolkat, med 1 632 invånare per kvadratkilometer. Närmaste större samhälle är Bristol, 9,9 km söder om Aztec West. Runt Aztec West är det i huvudsak tätbebyggt.